# Leptokurtisk fördelning
Leptokurtisk fördelning är en sannolikhetsfördelning som används inom statistik/sannolikhetslära. En leptokurtisk fördelning har tjockare/längre "svansar" (dvs mer täthet) i utkanterna och är något mer smal vid sitt centrum jämfört med normalfördelningen, som har fjärde momentet, kurtosis, 3. Motsatsen är en platykurtisk fördelning.

Logaritmen av täthetsfunktionen för Pearsonfördelningen av typ VII med kurtosis: oändlighet (röd); 2 (blå); 1, 1/2, 1/4, 1/8, och 1/16 (grå); och 0 (svart).

Dagsavkastningen hos valutor följer ofta en leptokurtisk fördelning: för det mesta rör sig valutakursen med låg till mycket låg volatilitet från dag till dag (genererar toppigheten i mitten) men emellanåt blir svängningarna kraftiga åt något håll till följd av exempelvis penningpolitiska beslut(genererar de relativt sett tjockare/längre svansarna).